# Gorniak Rudnyj
Gorniak Rudnyj (ros. i kaz. Горняк Рудный) – kazachski klub hokejowy z siedzibą w Rudnyj.

## Historia
Dotychczasowe nazwy
- Gorniak Rudnyj (1958-1970)
- Wympieł Rudnyj (1971-1973)
- Gorniak Rudnyj (1979-1984)
- Amid Rudnyj (1999)
- Kuat Rudnyj (2000-2003)
- Gorniak Rudnyj (od 2003)

Został założony pierwotnie w 1959. Przez kilkadziesiąt lat ulegał przemianowaniu, przekształeniom, a także jego działalność bywała wstrzymywana. Od 2003 roku ponownie funkcjonuje pod nazwą Gorniak i od tego czasu występuje w najwyższej kazachskiej lidze. Ponadto w latach 2002–2009 zespół występował w rosyjskich rozgrywkach Pierwaja Liga.

## Sukcesy
- Brązowy medal mistrzostw Kazachstanu: 1999 (Amid), 2002 (Kuat), 2005, 2006, 2007, 2015 (Gorniak)
- Srebrny medal mistrzostw Kazachstanu: 2004, 2008
- Puchar Kazachstanu: 2010, 2015